# Melangyna stackelbergi
Melangyna stackelbergi är en tvåvingeart som beskrevs av Violovitsh 1980. Melangyna stackelbergi ingår i släktet flickblomflugor, och familjen blomflugor. Inga underarter finns listade i Catalogue of Life.